# Alesso Baldovinetti
Alesso Baldovinetti (14. října 1425 Florencie – 29. srpna 1499 Florencie) byl italský malíř rané renesance.

## Životopis

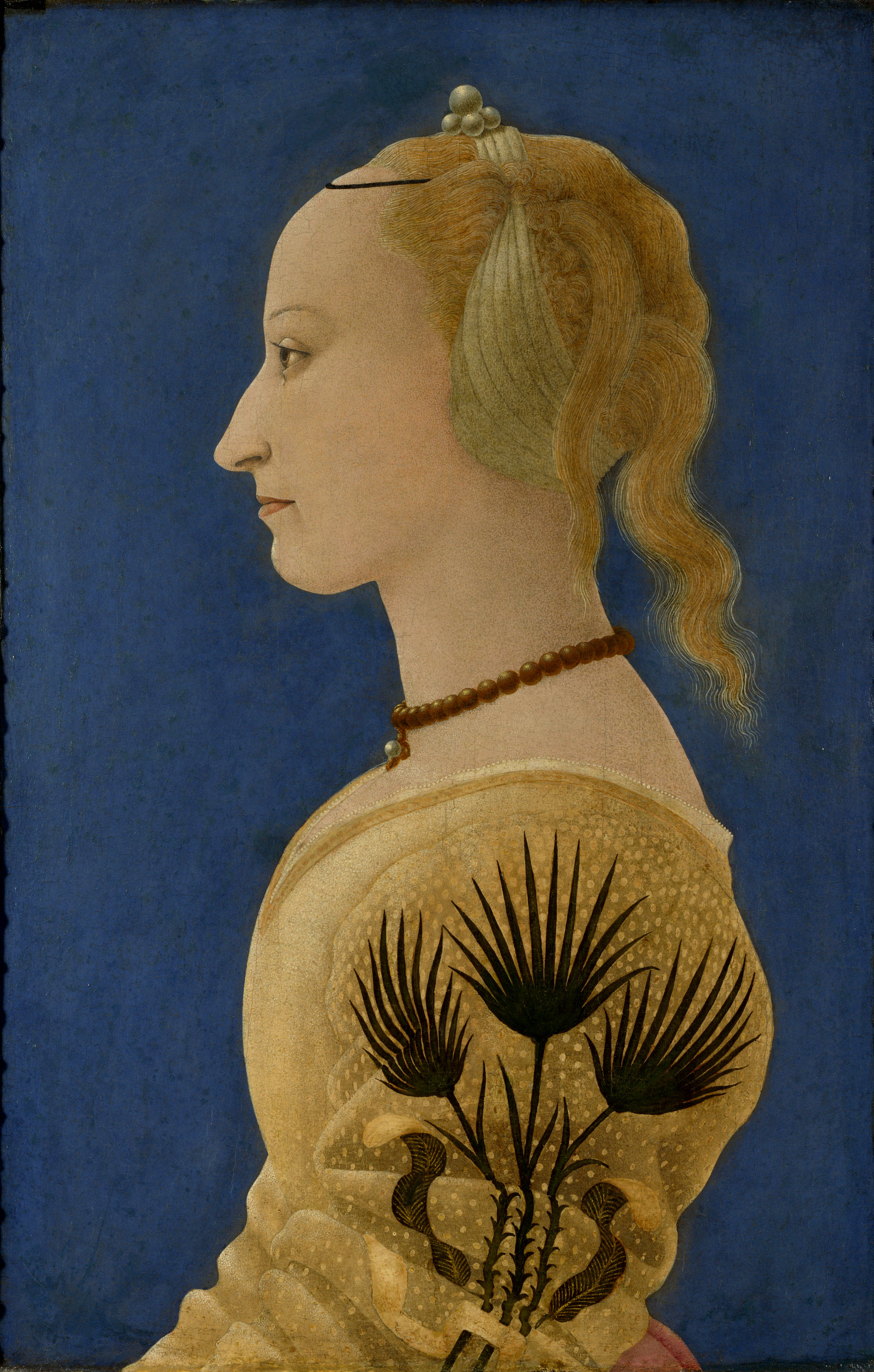
Dáma ve žlutých šatech, 1400s, kolem roku 1465, The National Gallery, London.

Alesso Baldovinetti – také Alessio Baldovinetti se narodil ve Florencii v rodině bohatého obchodníka. V roce 1448 byl registrován jako člen malířského cechu sv. Lukáše. Patřil k významným představitelům florentské rané renesance. Jeho učitelem byl Domenico Veneziano, k jeho vzorům patřil také malíř Fra Angelico, Andrea del Castagno, Paolo Uccello a Piero della Francesca. K jeho žákům patřil Domenico Ghirlandaio. Baldovinetti vytvořil řadu obrazů a fresek pro církevní účely, vedle toho maloval i portréty viz Dáma ve žlutých šatech. Je možné , že pomáhal při výzdobě kostela S. Egidio, nicméně o tom neexistují žádné záznamy. Na výzdobě pracoval v letech 1441-1451 Domenico Veneziano ve spolupráci s Andreo del Castagno. Jisté je, že baldovinetti byl pověřen roku 1460 dokončením prací. V roce 1462 byl Alessio pověřen vytvořit velkou fresku Zvěstování v bazilice Nejsvětějšího zvěstování ve Florencii (Basilica della Santissima Annunziata di Firenze). Své nástěnné malby dokončoval směsí vaječného žloutku a laku. Podle Vasariho bylo Alessiovým záměrem ochránit obraz před vlhkem. Časem se ukázalo, že se části takto ošetřených fresek poškodily, takže velké tajemství, které Alessio jak doufal, objevil, selhalo. V roce 1463 vytvořil intarzii Narození Páně pro sakristii katedrály. Intarzie byla sňata italským architektem, intarzistou a sochařem Giulianem de Maiano (1432–1490) a stále existuje. Od roku 1466 zdobí Porugalskou kapli v bazilice San Miniato ve Florencii freska Čtyři evangelisté a čtyři zakladatelé církve spolu s obrazem Zvěstování na podlouhlém panelu. Freska vzkříšeného Krista mezi anděly a Boží hrob uvnitř kaple rodiny Rucellai, která ještě existuje, patří do roku 1467. Vedle návrhů skla, mozaik a intarzií pracoval Baldovinetti na zakázkách deskových obrazů a kostelních nástěnných dekorací. V roce 1471 provedl Alesso významné práce na kostele Santa Trìnita ve Florencii z pověření Bongianni Gianfigliazzi: nejprve namaloval oltářní obraz Panna Marie a dítě se šesti svatými, tuto práci dokončil v roce 1472. Další série fresek ze Starého zákona, která měla být dokončena podle smlouvy během pěti let, byla ve skutečnosti dokončena až po šestnácti letech. V roce 1497 byla hotová série, která obsahovala mnoho portrétů předních florentských občanů, oceněna tisíci zlatými floriny výborem sestávajícím z Cosimo Rosselliho, Benozza Gozzoliho, Perugina a Filippina Lippiho. Z cyklu se dochovaly pouze fragmenty. Mezitím byl Alessio vytížen jinými technickými záležitostmi a výzkumy kromě malby.Jeho současníci ho považovali za jediného umělce, který znovu objevil a zcela pochopil dlouhou dobu nevyužívané umění mozaiky. V letech 1481 až 1483 vedl restaurátorské práce na mozaice dveří kostela San Miniato, v baptistériu katedrály. Vedle návrhů skla, mozaik a intarzií pracoval na zakázkách deskových obrazů a kostelních nástěnných dekorací. V pozdějších letech vedl restaurátorské práce na mozaikách z období duecenta ve florentském baptisteriu. Zemřel v nemocnici Svatého Pavla ve Florencii, 29. srpna 1499, a byl pohřben v San Lorenzo. Jeden z jeho žáků byl Domenico Ghirlandaio.

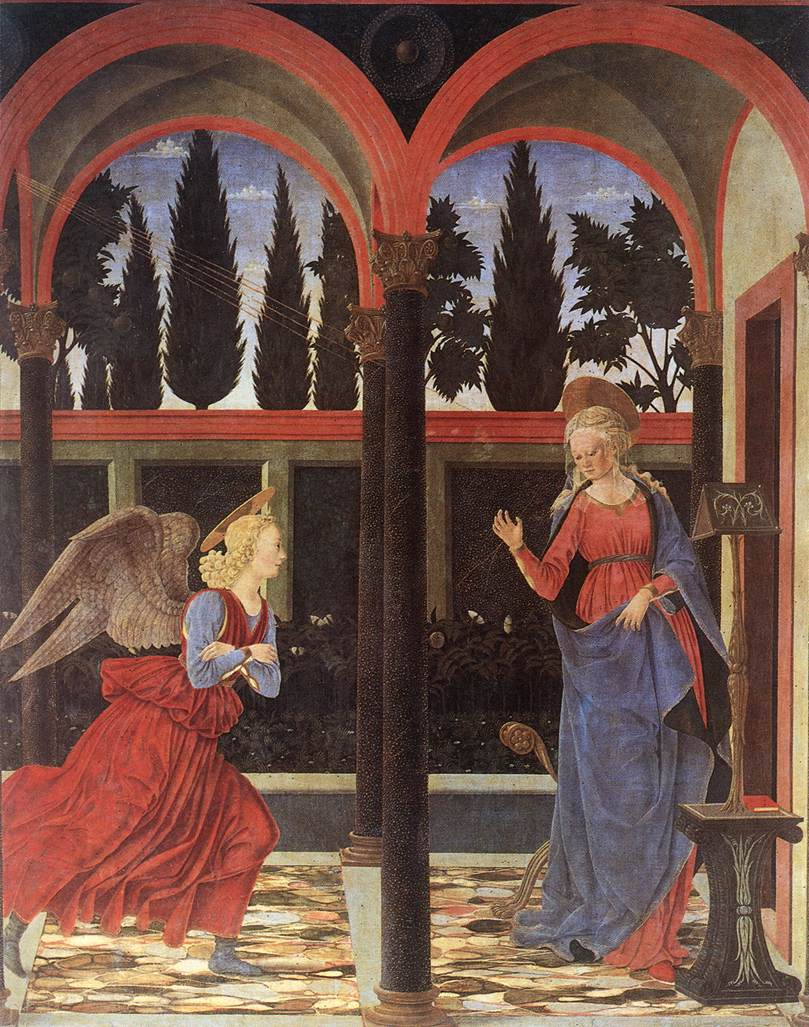
Zvěstování

## Popis obrazu
Obraz Zvěstování je tempera na dřevě z roku 1447 o rozměrech 167 m x 137 cm, Galleria degli Uffizi, Florencie. Dílo je působivým příkladem Alessiových obrazových kompozic. Zřetelné vedení linie, základní lineární koncepce, jasná struktura a uzavřenost. Přesto obraz působí lehce a s jistou hravostí.

## Hlavní díla
- Klanění pastýřů, kolem roku 1461, SS. Anunziata, Florencie
- Madona s dítětem , Musée du Louvre, Paříž
- Svatá trojice s dvěma světci, 1470 až 1471, Galleria delľ Accademia, Florencie[1]